# Réserve naturelle nationale du ravin de Valbois
La réserve naturelle nationale du ravin de Valbois (RNN66) est une réserve naturelle nationale de France située dans le département du Doubs en région Bourgogne Franche-Comté. Créée en 1983, et occupant une superficie de 235 ha, elle correspond à une reculée jurassienne en bordure de la haute-vallée de la Loue.

## Localisation

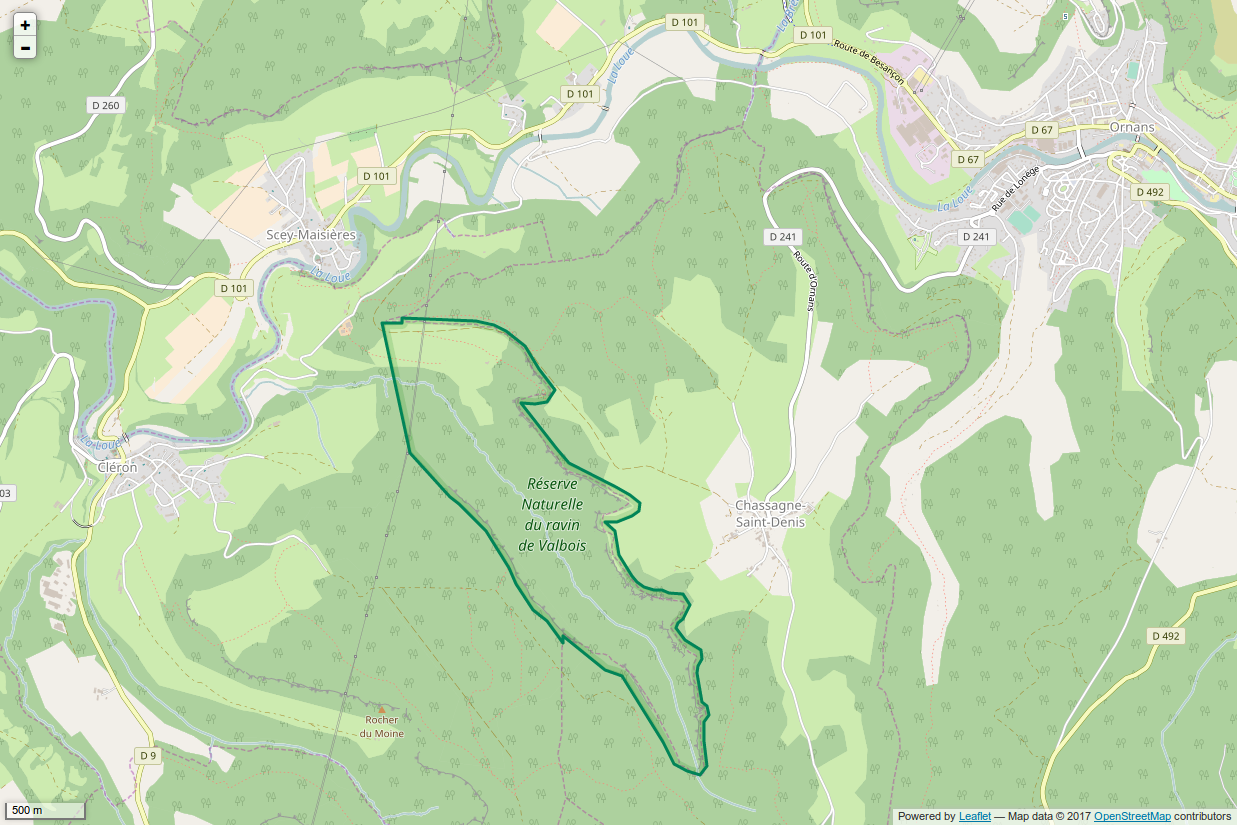
Périmètre de la réserve naturelle.

Le territoire de la réserve naturelle est situé dans le département du Doubs, à 25 km au sud de Besançon. Elle s'étend sur 3 km, entre 330 et 550 m d'altitude, sur les communes de Cléron et de Chassagne-Saint-Denis, au cœur des sites Natura 2000 des vallées de la Loue et du Lison. Entouré de falaises abruptes du Rauracien, son fond est constitué des argiles imperméables de l’Oxfordien et ses versants d’éboulis de pente.

## Histoire du site et de la réserve

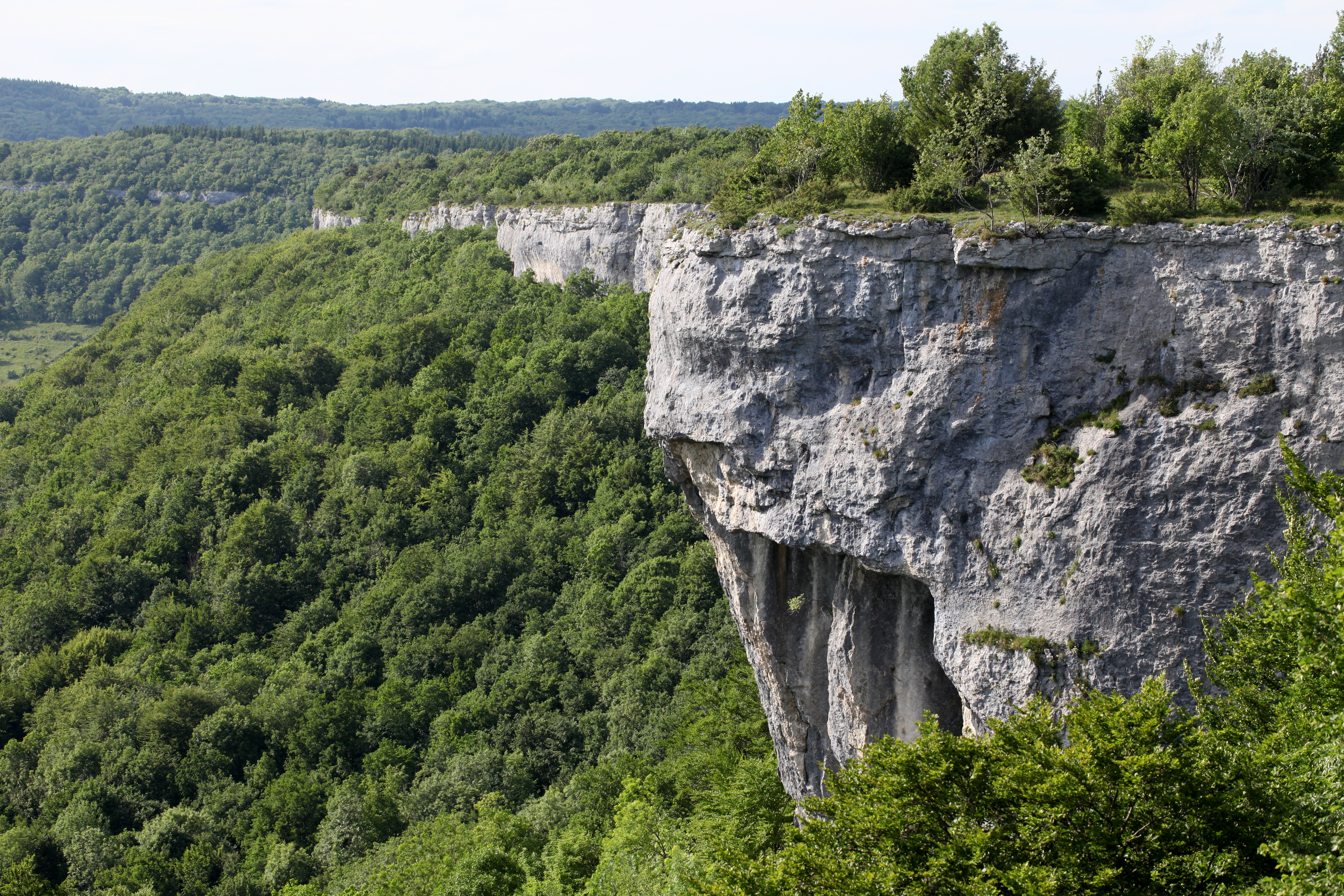
Corniche calcaire

Jusqu'à la fin du XIXe siècle, les versants ensoleillés du ravin étaient couverts de vignes comme l'ensemble de la vallée de la Loue. À la suite de l'invasion du phylloxéra et au développement des moyens de transports (importation des vins du sud de la France), l'activité viticole a cessé. La forte déprise agricole du XXe siècle a engendré une progression rapide de l'enfrichement. Une partie des terrains fut enrésinée, quelques plantations en témoignent aujourd’hui. La forêt couvre désormais la quasi-totalité de la réserve naturelle.

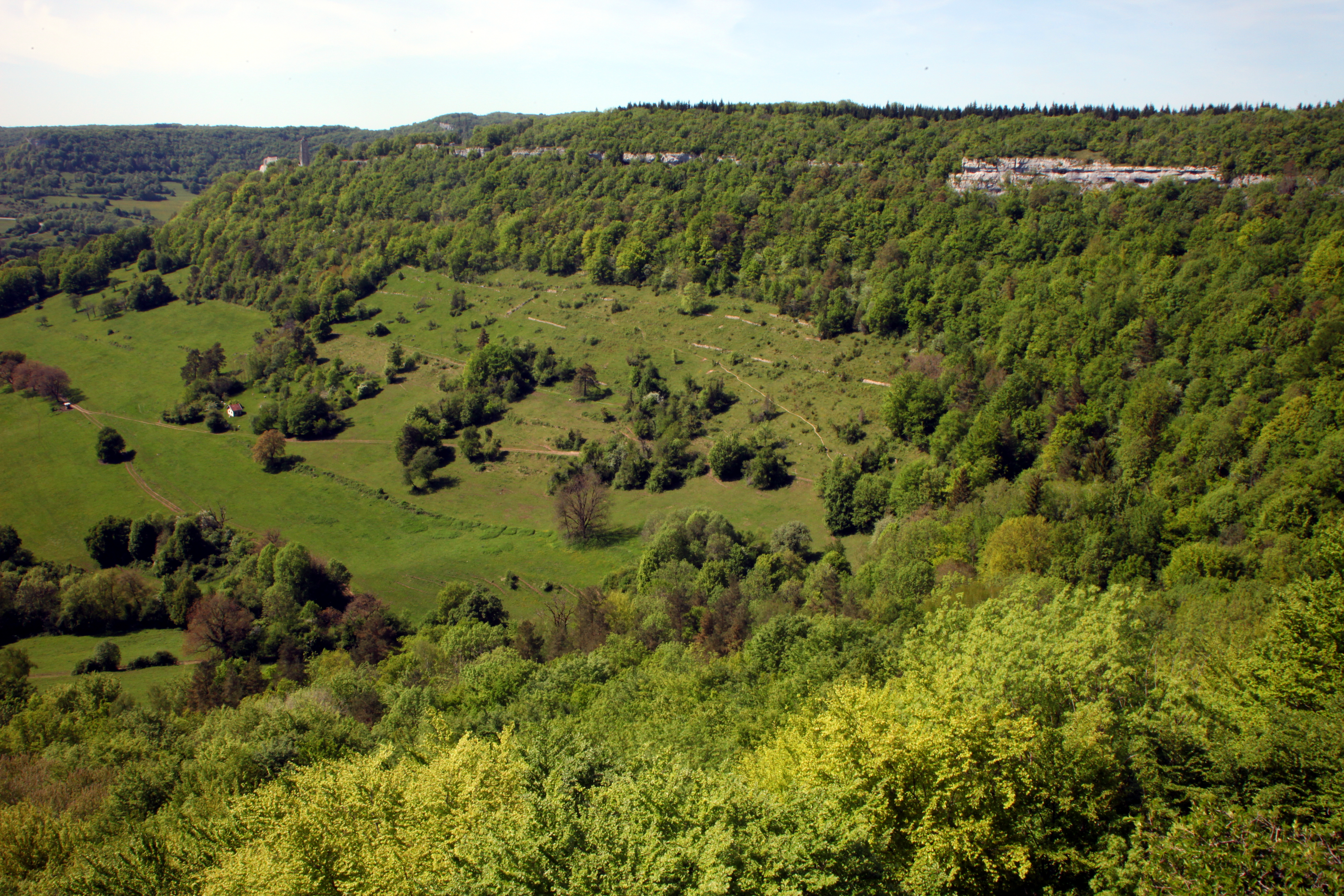
Versants anciennement couverts de vignes

Dès le début du XXe siècle, l'originalité des pelouses de corniche est mise en évidence par la présence de plantes méditerranéo-montagnardes. Dans les années 70, la grande diversité d'insectes appuie le dossier de création d’un espace protégé, élaboré par la Faculté des Sciences de Besançon. En 1983, le propriétaire de 90 % du territoire favorise sa création qui est effective le 26 octobre.

## Écologie (Biodiversité, intérêt écopaysager…)

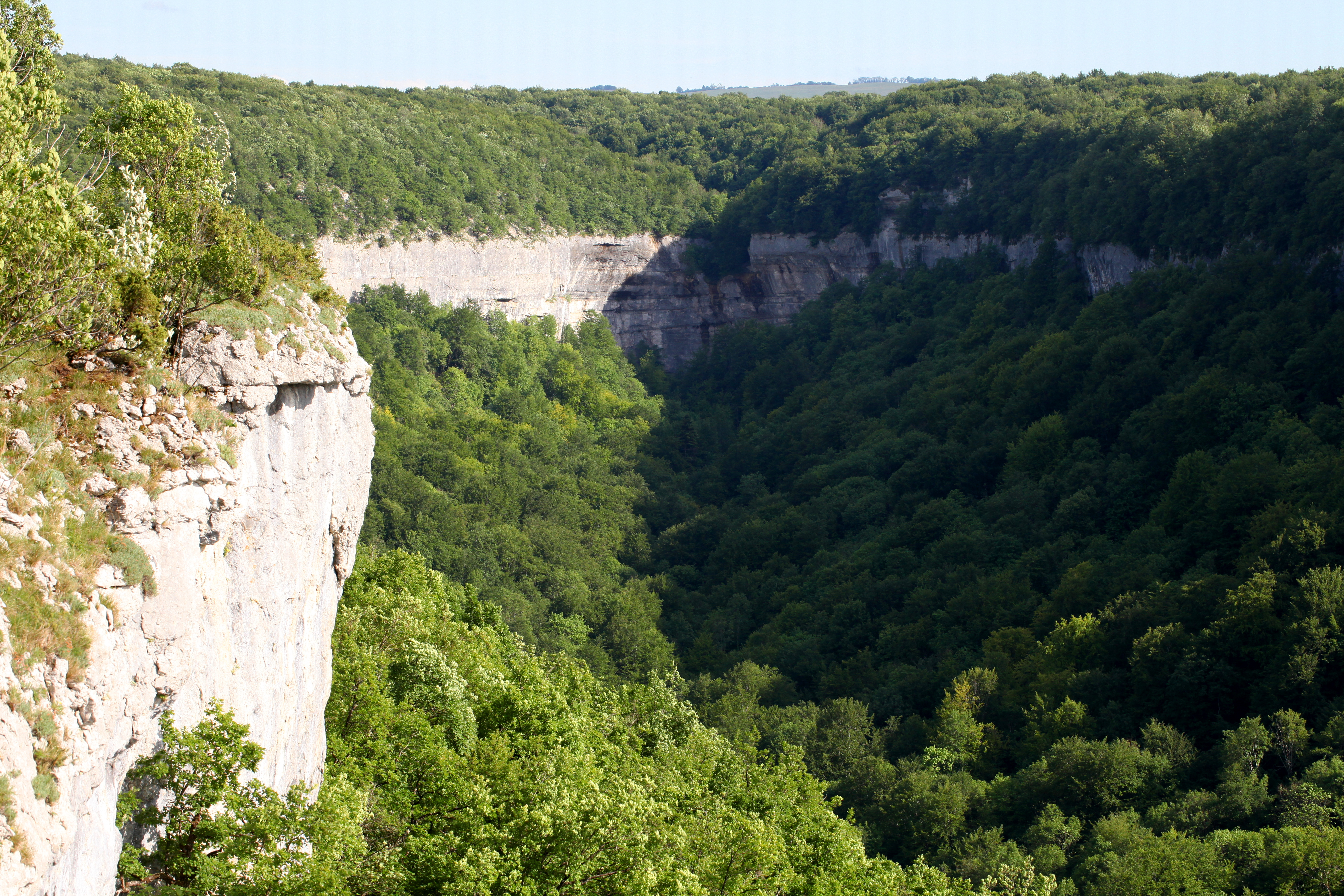
Fond de la reculée

Le Ravin de Valbois entaille le premier plateau du massif du Jura. Les érosions souterraines et aériennes ont formé cette reculée, relief typiquement jurassien. Entourés de falaises calcaires abruptes, le fond est constitué d'argiles imperméables et les versants d'éboulis de pente. Le ravin constitue un site privilégié pour la faune et la flore par la grande diversité des milieux qu'il présente : versants forestiers contrastés (adret et ubac), pelouses calcaires, fond de vallon frais et humide, ruisseau et cascade. Ainsi, sur 232 ha, la réserve naturelle accueille la majorité des milieux naturels de la haute et moyenne vallée de la Loue.
Deux parcelles forestières ne sont pas exploitées depuis 1910. Une ambiance toute particulière y règne, marquée par la présence de vieux arbres et une forte proportion de bois mort.

### Climat et hydrographie

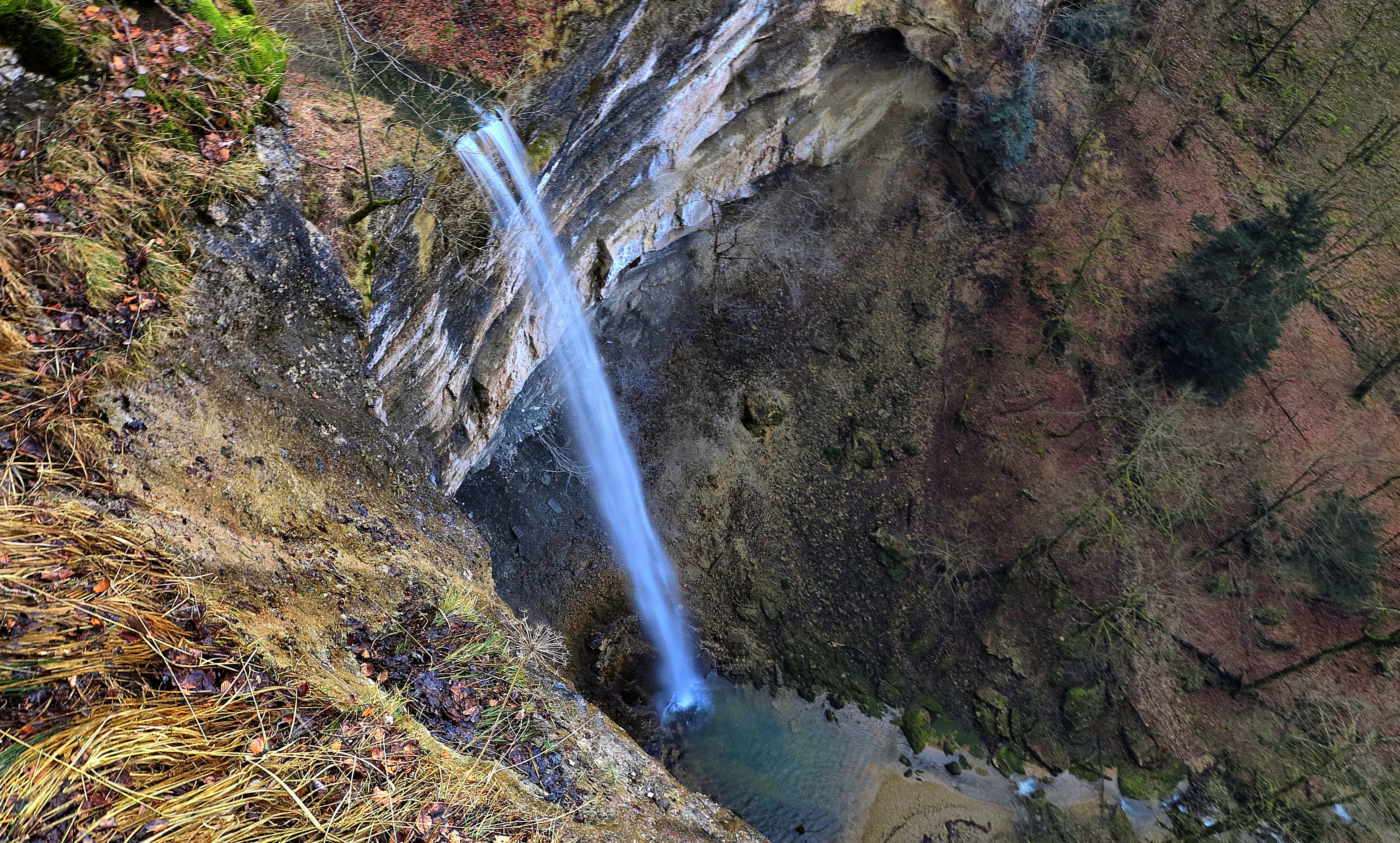
Cascade du ruisseau de Valbois

Le site s’inscrit dans le cadre d’un climat semi-continental (température moyenne de 9,5 °C, amplitude thermique moyenne de 19,1 °C) à tendance océanique (précipitations abondantes et régulières de 1400 mm par an). Des variations locales sont à noter : humidité marquée au fond du ravin et sur l'ubac, ensoleillement fort des corniches, etc.
Le ruisseau de Valbois prend sa source sur le plateau, franchit son rebord par une cascade de 40 m. Après avoir reçu les eaux de la fontaine de Léri en rive droite, il traverse l'ancien étang de la Princesse, à l'endroit où se déverse le ruisseau, en rive gauche, de la fontaine de Faie, puis rejoint la Loue en aval de Scey-en-Varais. Le bassin versant couvre 11,5 km2 pour un périmètre de 24,5 km.

### Géologie
La série stratigraphique rencontrée depuis le niveau de la Loue jusqu'au plateau est la suivante : Bathonien, Callovien, Oxfordien à la base des pentes, Argovien au pied des falaises, Rauracien dans les falaises, Séquanien.

### Flore

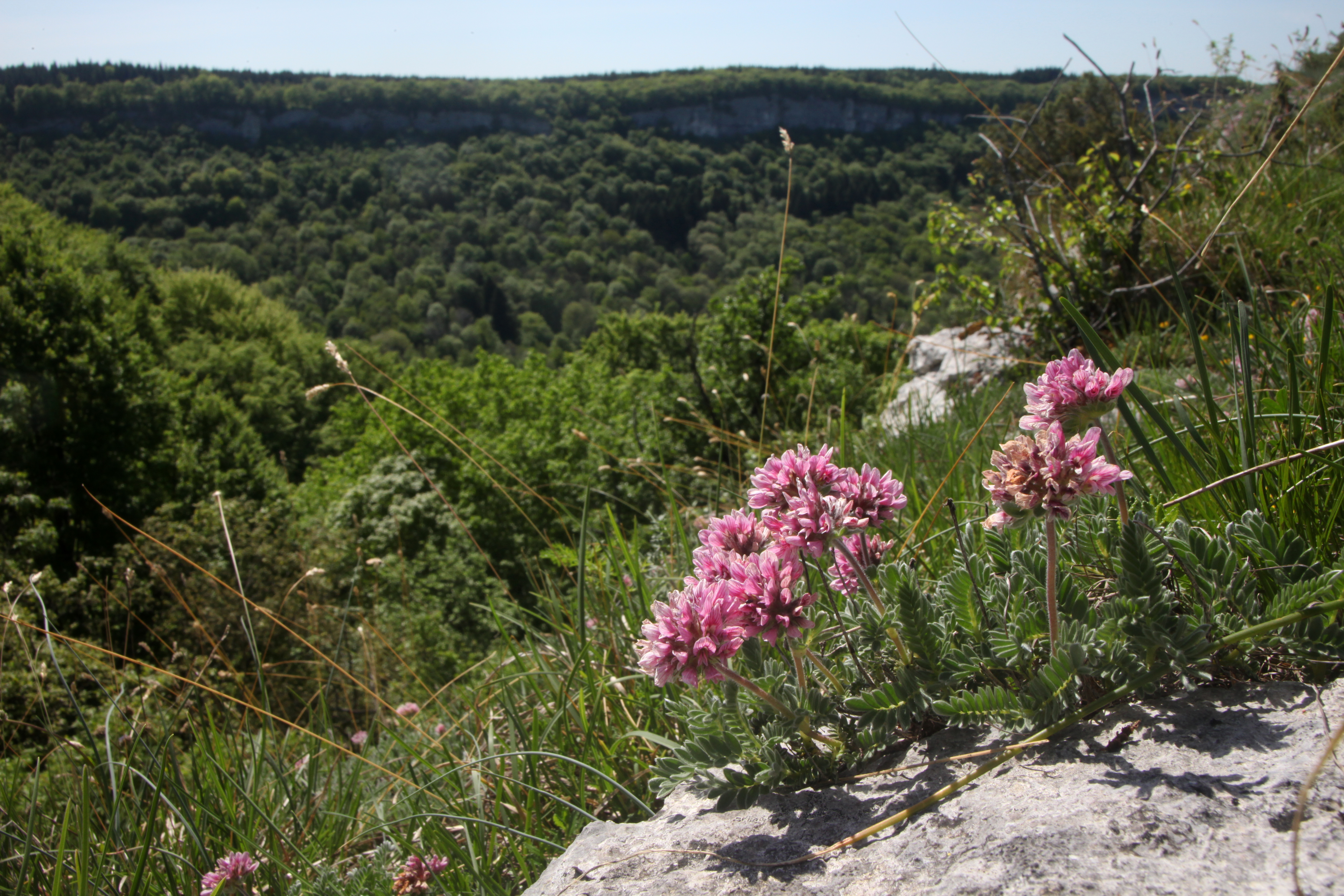
Anthyllide des montagnes.

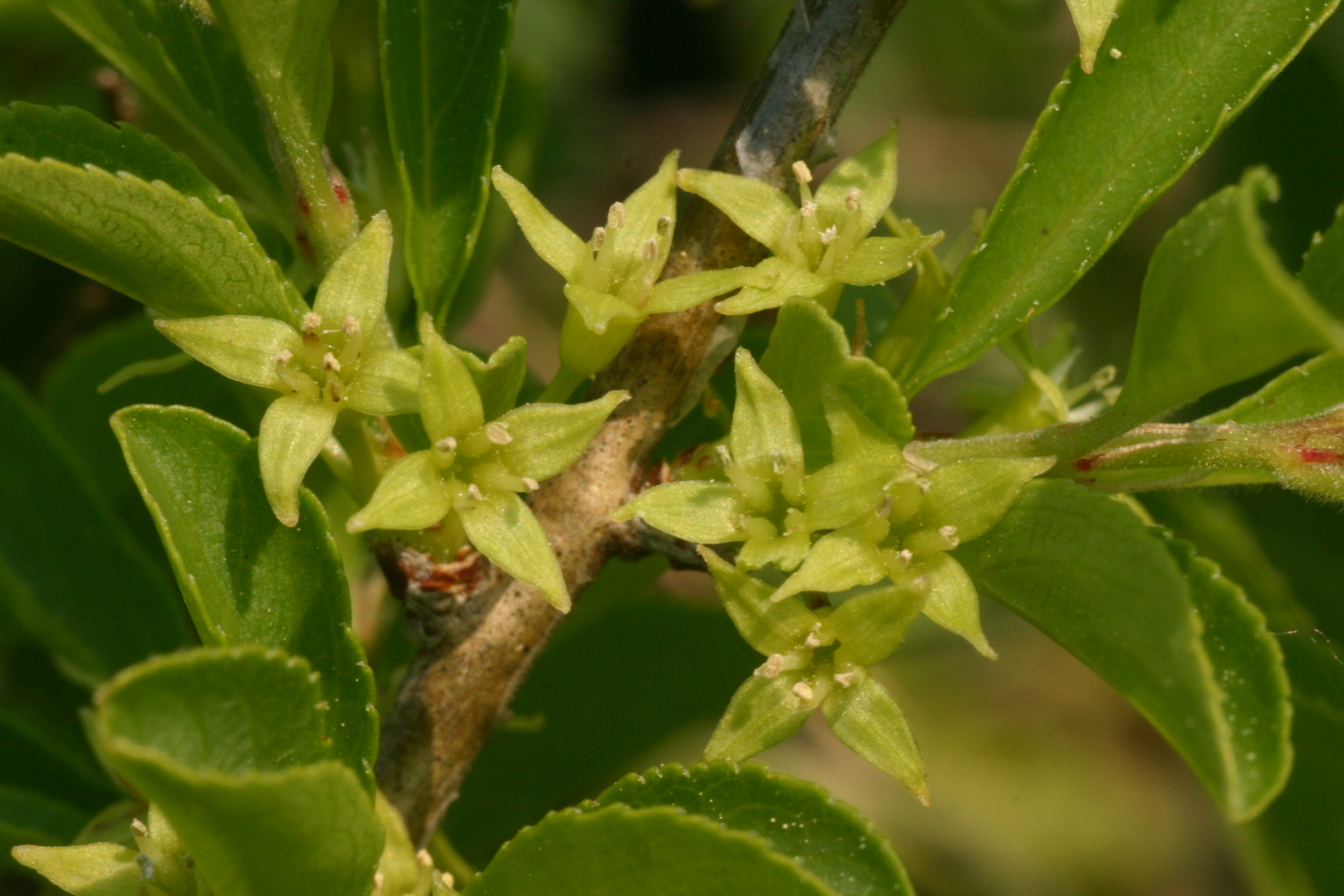
Nerprun des rochers.

Avec 492 espèces dénombrées, les plantes de la réserve naturelle représentent un tiers de la flore du département et 13 sont protégées au niveau régional. Sur les corniches, pousse la végétation la plus xérophile avec l'Anthyllide des montagnes, le Nerprun des rochers, le Spiranthe d'automne ou encore le Thésium divariqué. Les falaises et les éboulis recèlent l’Ibéris intermédiaire et la mousse Tortella nitida, protégée en Franche-Comté. Dans le fond du ravin frais et humide, des plantes montagnardes ont élu domicile : l’Adénostyle des Alpes, la Petite pyrole, la Grassette commune…,. On compte 262 espèces de champignons.

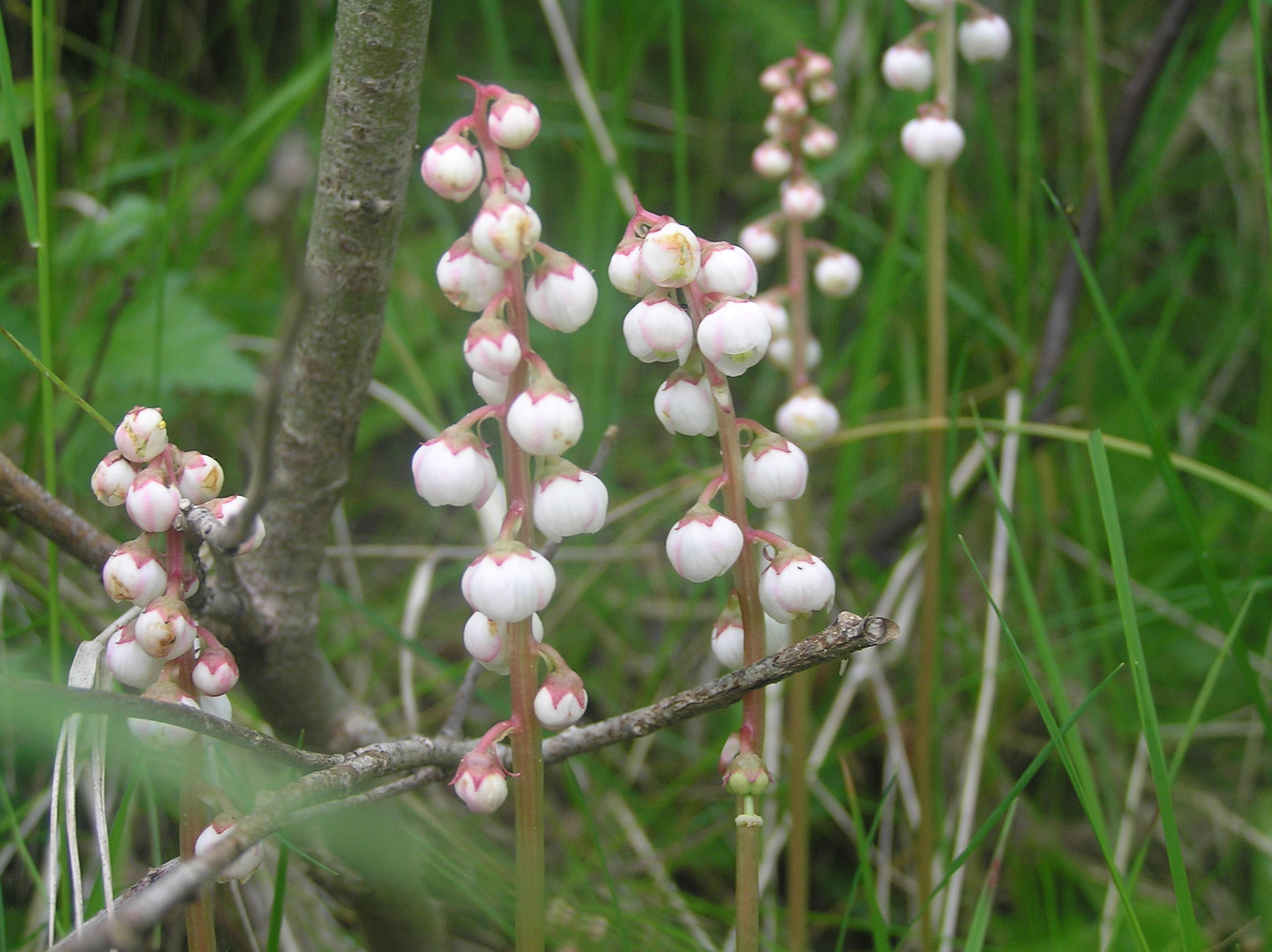
Petite pyrole.

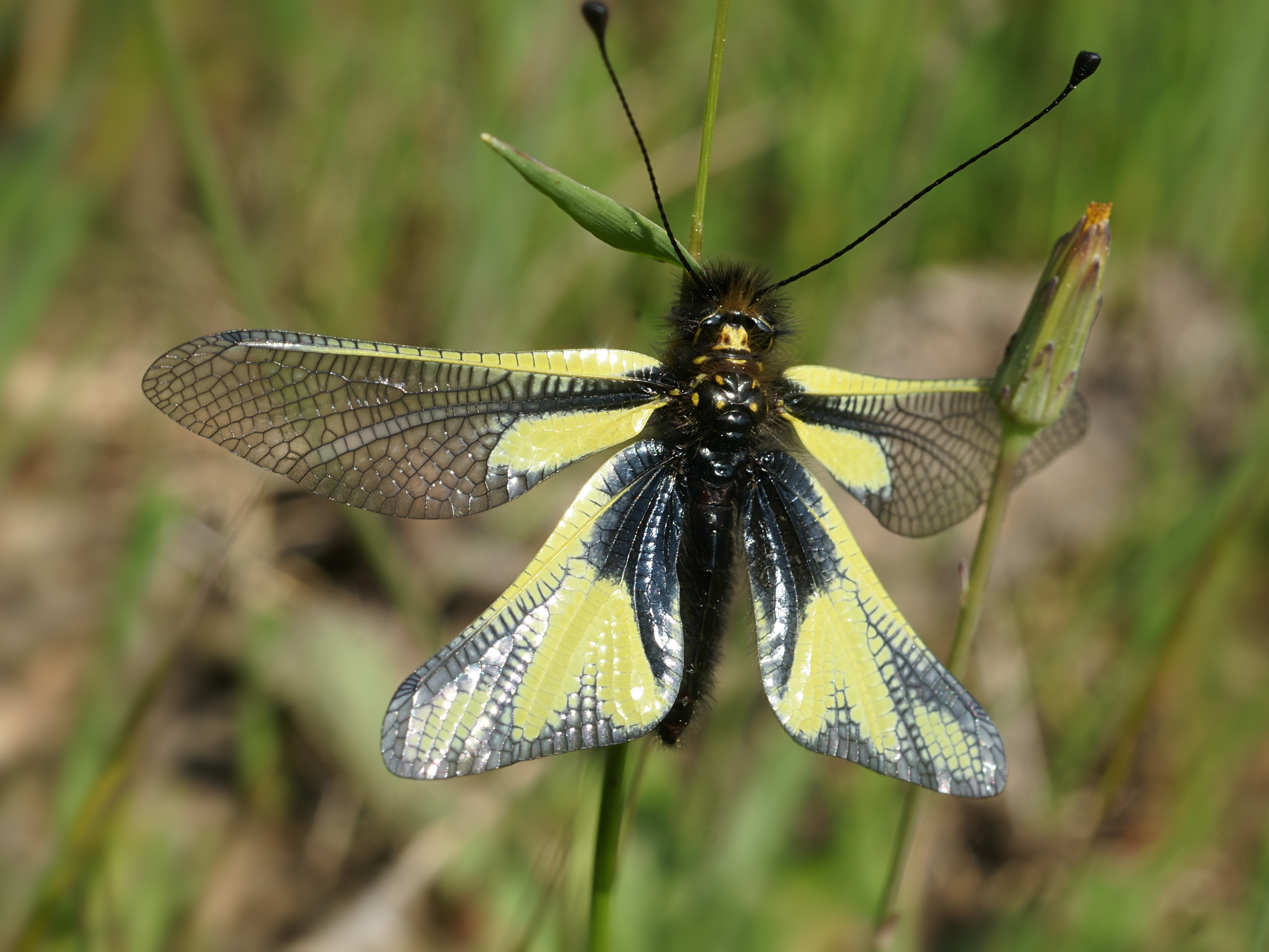
Ascalaphe soufré.

### Faune
Les invertébrés ont fortement contribué à la mise en réserve de ce site nationalement connu pour ses papillons (plus de 700 espèces). Plusieurs d’entre eux, aujourd'hui rares en France, sont encore présents : Bacchante, Grand nègre des bois. D’autres insectes comme l’Ascalaphe soufré et la Petite cigale des montagnes marquent le caractère méditerranéo-montagnard du site. Le Cordulégastre bidenté (libellule) fréquente les suintements des pentes bien exposées.
Outre les insectes, de nombreux mammifères trouvent dans la réserve naturelle abri et nourriture : Lièvre brun, Chat forestier et Chamois, nombreux mustélidés (Blaireau européen, Martre des pins) et chauve-souris (Barbastelle commune, Grand rhinolophe). Quant au Lynx boréal, il y fait quelques incursions.

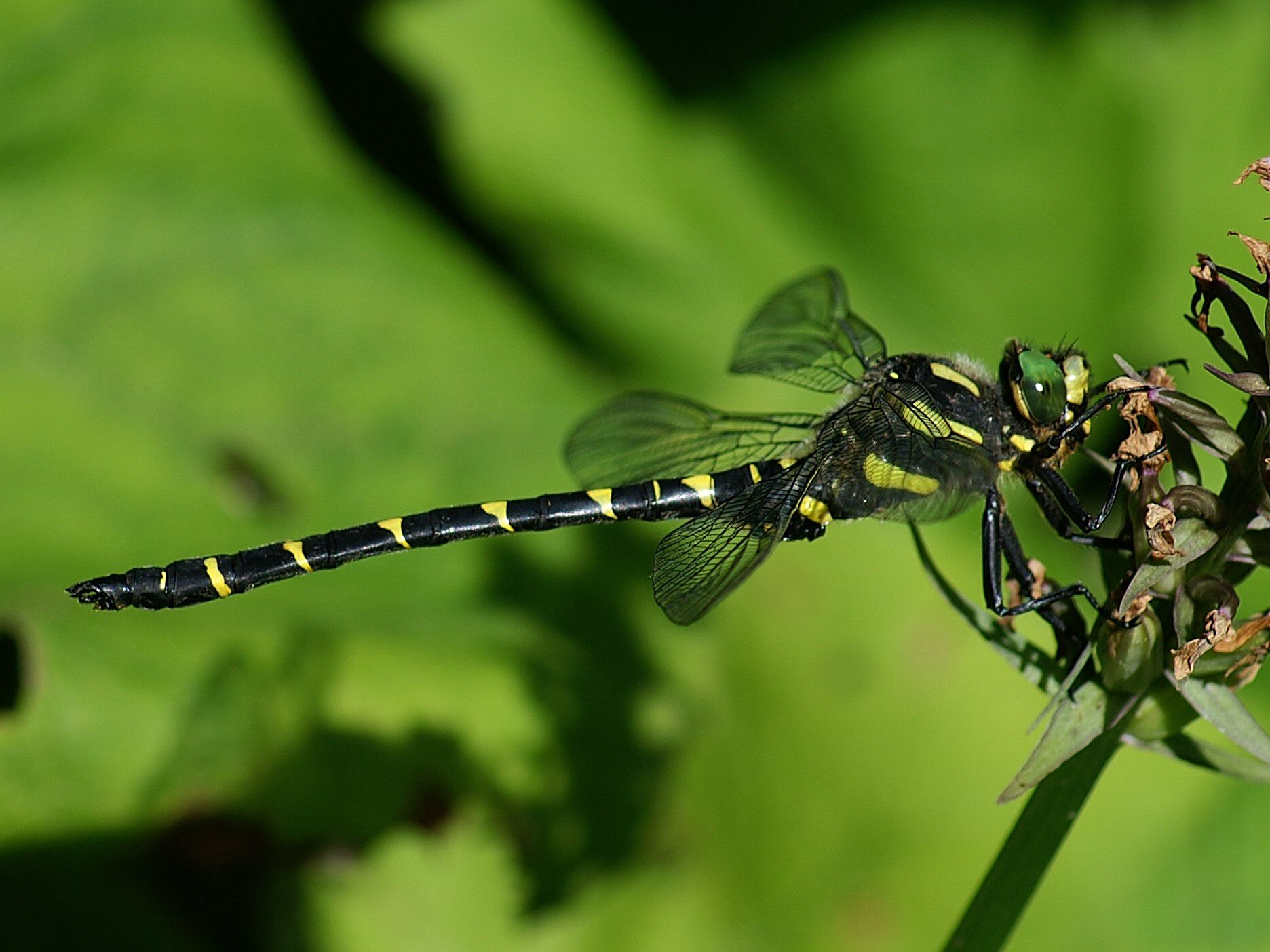
Cordulégastre bidenté

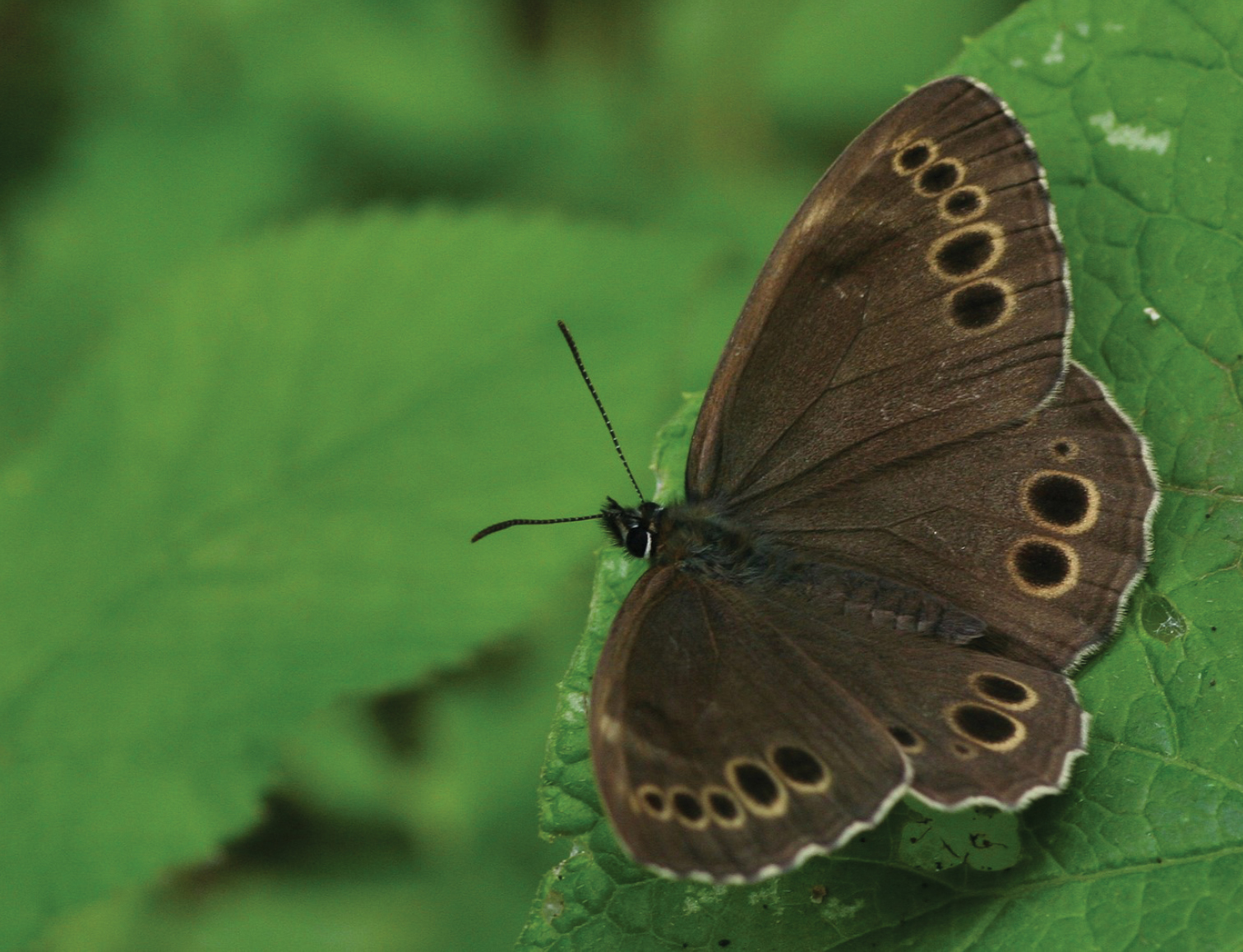
Bacchante

Près de 70 espèces d'oiseaux nicheurs ont été inventoriés dont le Faucon pèlerin, le Milan royal, le Pic noir, la Pie-grièche écorcheur et l’Alouette lulu.
La diversité des habitats offrent aussi refuge à de nombreux amphibiens (Salamandre tachetée, Sonneur à ventre jaune). Huit des douze espèces de reptiles franc-comtoises sont présentes dont la Coronelle lisse et le Lézard vert, très rare à cette altitude dans le Doubs.
Enfin, le ruisseau accueille un peuplement de Chabot et de Truite fario.

## Intérêt touristique et pédagogique
Un sentier de découverte de 4 km permet aux visiteurs de traverser et de découvrir les principaux milieux naturels de la réserve naturelle. Le départ se situe à la Ferme du Pater, sous le château Saint-Denis, par lequel le retour s'effectue. Des visites groupées sont autorisées sur demande auprès de l'organisme gestionnaire. Sur cette boucle, le « Sentier de la pelouse » offre un superbe panorama sur le ravin et permet de s'initier à la richesse des pelouses calcaires.

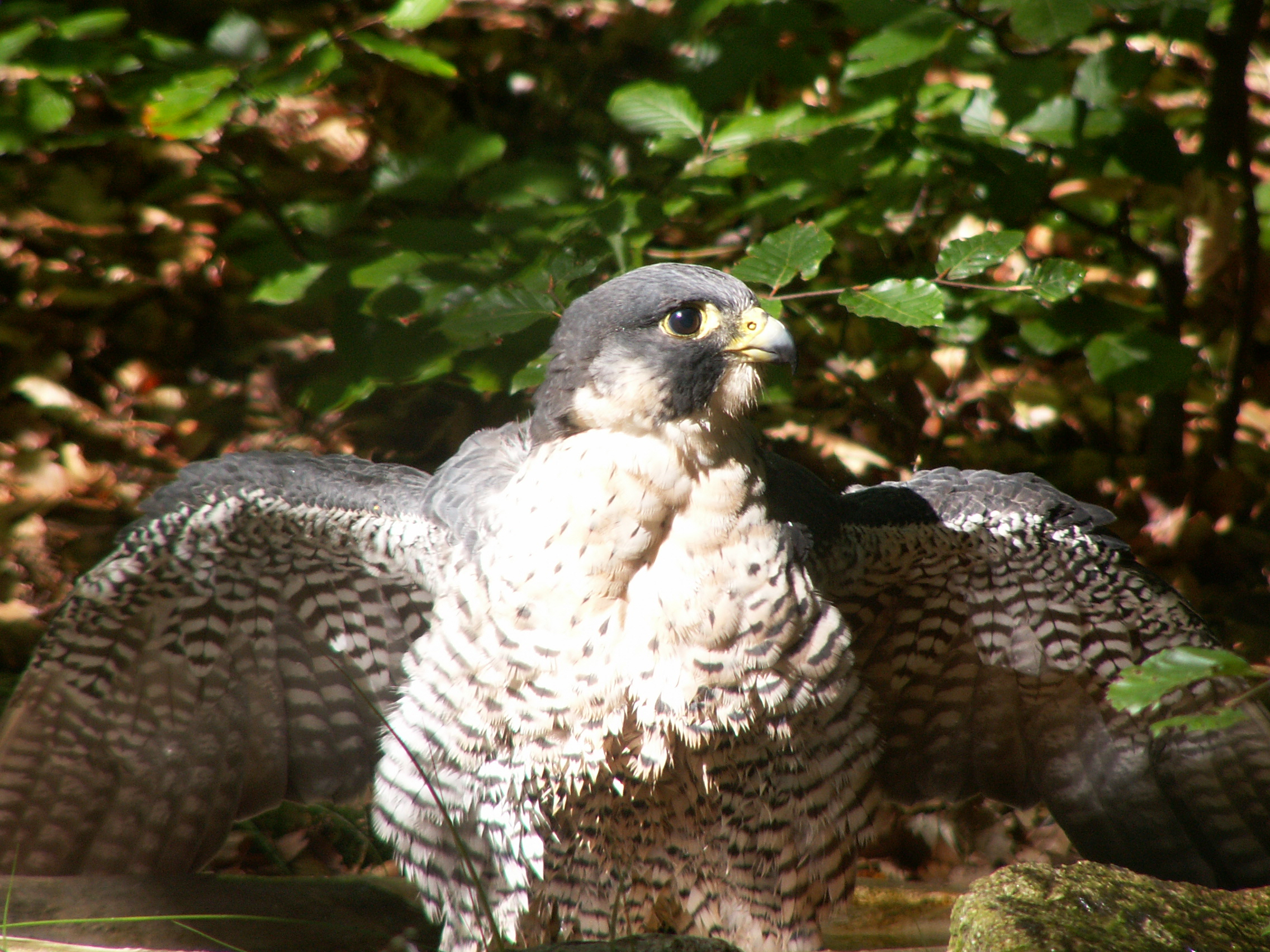
Faucon pèlerin

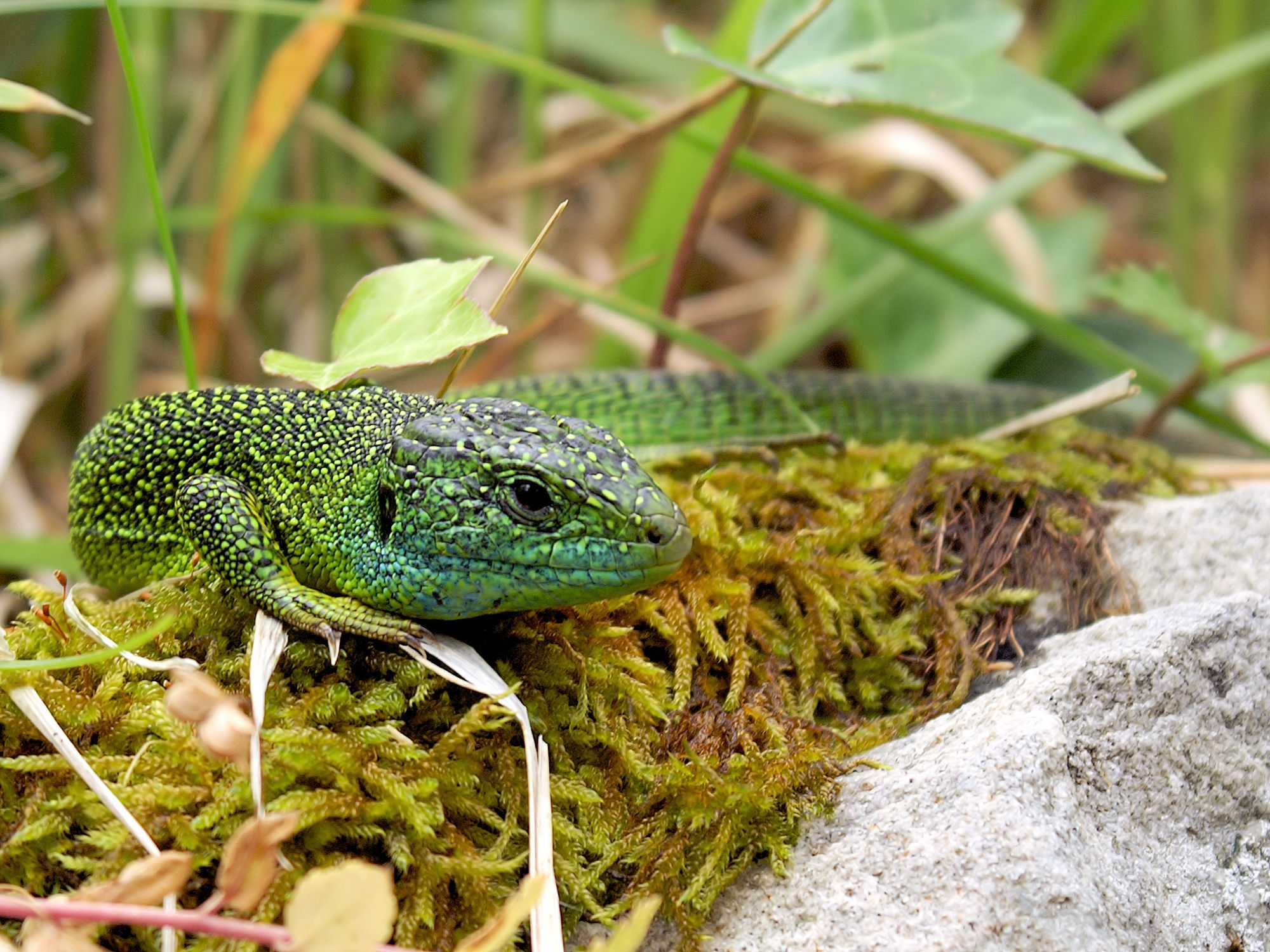
Lézard vert

De nombreuses animations scolaires et extra-scolaires sont proposées aux enfants des cantons d’Ornans, d’Amancey et de Quingey, principalement en dehors de la réserve naturelle. Chaque année, des chantiers de  bénévoles internationaux contribuent à la gestion et à la valorisation de l'espace protégé. Des sorties naturalistes sont également organisées en vallée de la Loue.

## Administration, Plan de gestion, règlement
Depuis 1984, la réserve naturelle était gérée par Fédération de protection de la nature et de l’environnement du Doubs. Depuis le 1er janvier 2014, elle est gérée par le Conservatoire d'espaces naturels de Franche-Comté.

### Outils et statut juridique

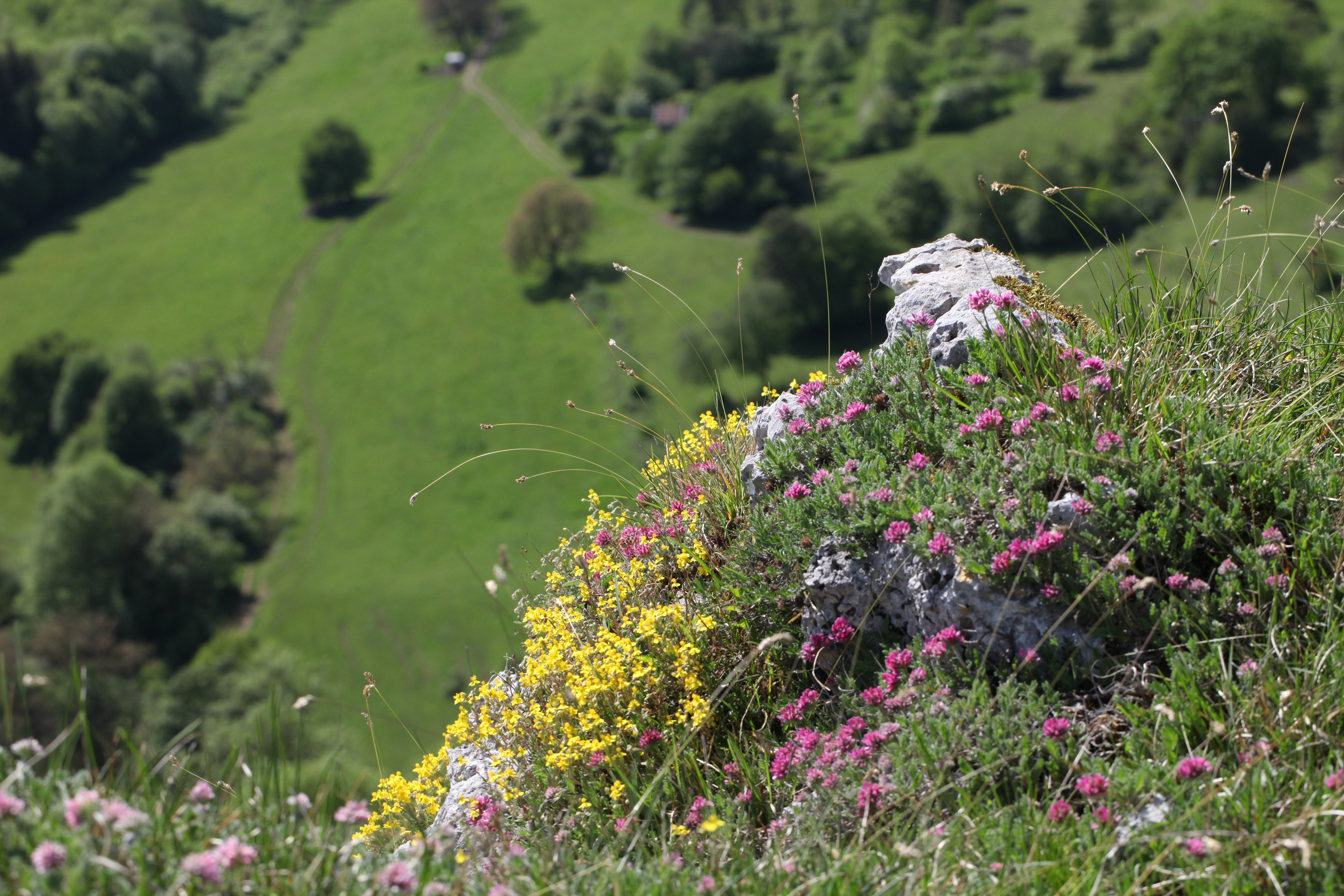
Hélianthème et vulnéraire

La réserve naturelle a été créée par un décret du 26 octobre 1983. La réserve naturelle couvre 335 ha d’après les termes du décret. Les relevés cartographiques récents (GPS) montrent cependant une surface de 234 ha en projection à plat. Le territoire couvre l’ensemble du ravin. Dans sa partie aval, la limite est fixée par une ligne théorique entre les deux extrémités des falaises. Sur le plateau, elle intègre une bande de 50 m de part et d’autre du ravin.
Le zonage de la réserve naturelle se superpose à d'autres types de zonage :
- ZNIEFF de type II de la Haute vallée de la Loue,
- ZNIEFF de type I « Vallon de Valbois et corniche de Chassagne », n°00870001,
- Zone Spéciale de Conservation de la Haute vallée de la Loue, dans le cadre du réseau européen Natura 2000,
- Site inscrit de la Haute vallée de la Loue (en date du 7 mars 1979),
- Site classé des ruines du Château Saint-Denis (en date du 16 mars 1934)[8],
- Site archéologique des ruines du Château Saint-Denis, inscrit à l’inventaire des Monuments historiques (en date du 24 avril 1985, annexe 5)[2] puis classé en 1987[9].

Le premier plan de gestion a couvert la période 1995-1999. Le second a couvert la période 2005-2009. Il a été validé en préfecture du Doubs lors du Comité consultatif de gestion le 23 novembre 2004. Le troisième plan de gestion couvre la période 2011-2015. Il a été approuvé par le CSRPN de Franche-Comté en séance plénière, le 14 octobre 2010.

### Règlementation

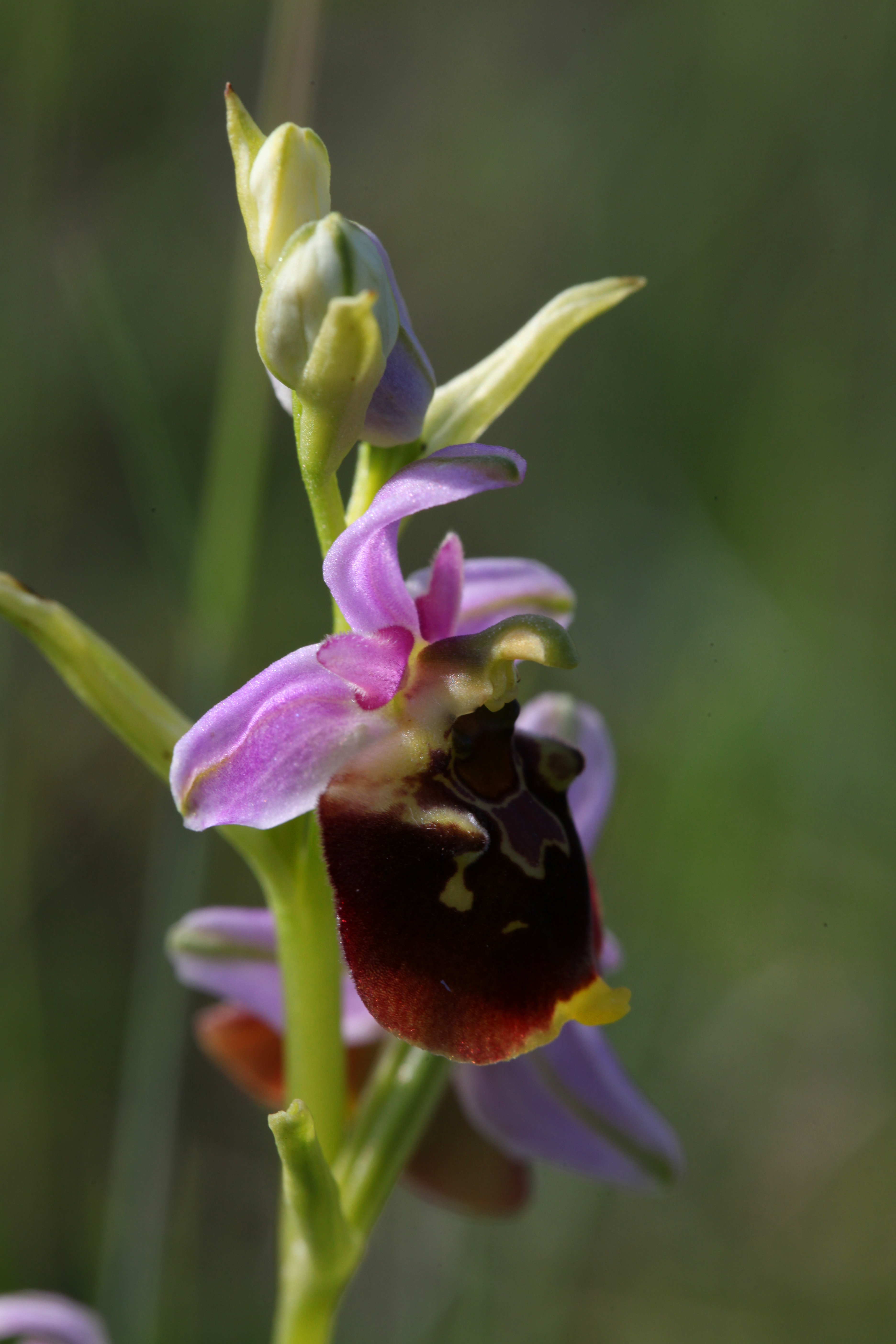
l'Ophrys frelon, une orchidée des pelouses sèches

Pour la préservation de ce site protégé, le respect de quelques règles est impératif. Sont interdits :
- la cueillette et la destruction des végétaux,
- le dérangement et la destruction des animaux,
- le ramassage des minéraux et fossiles,
- le feu et le camping,
- les déchets,
- la pêche,
- les chiens (hors chasse),
- les manifestations sportives et touristiques,
- la circulation des véhicules à moteur, sauf sur le chemin de Cléron à Chassagne-Saint-Denis,
- le stationnement des véhicules à moteur.

Les randonnées pédestres, cyclistes et équestres organisées sont soumises à autorisation préfectorale (demande à effectuer un mois à l’avance auprès de l’organisme gestionnaire).

## Galerie

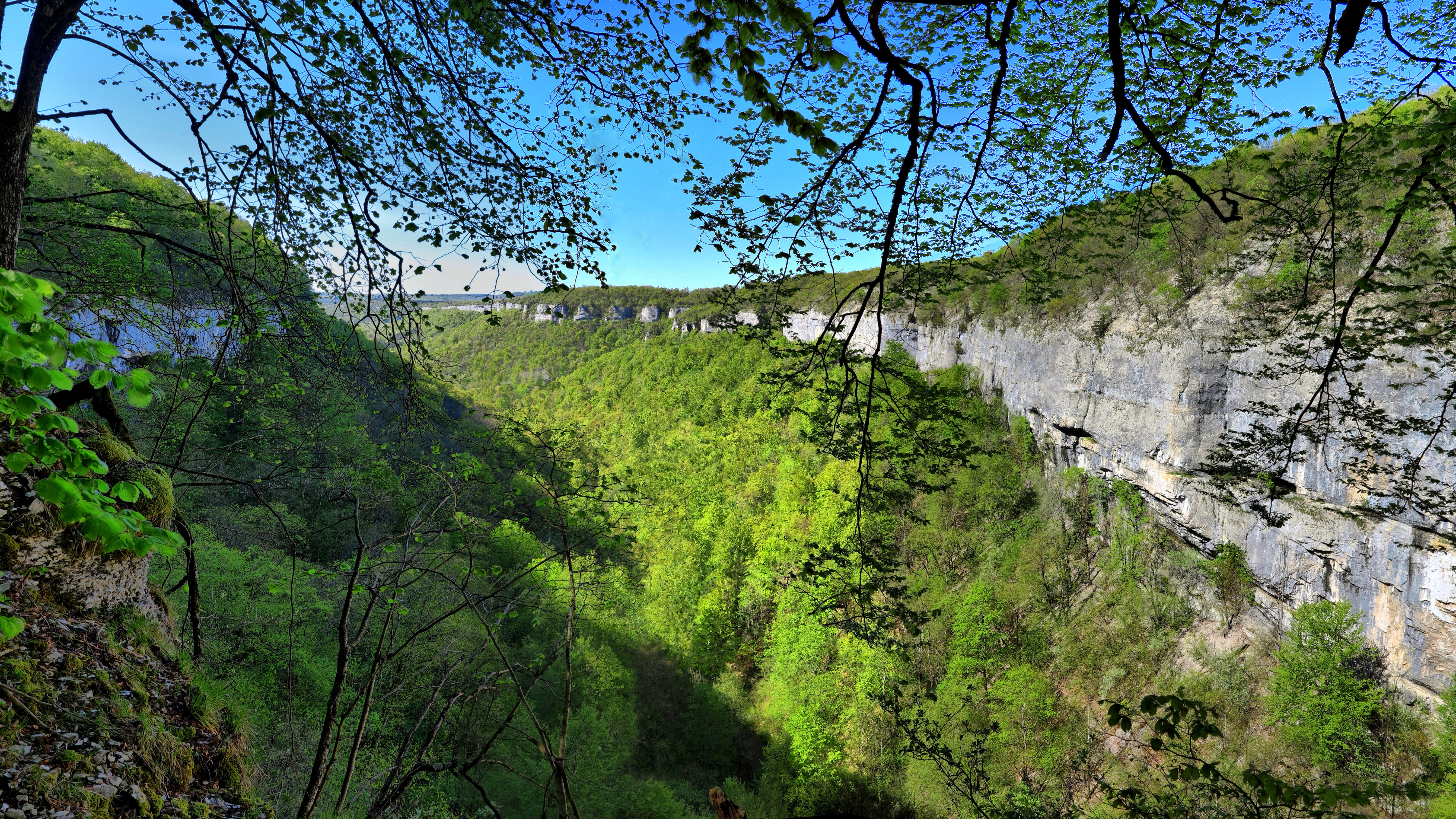
La reculée vue depuis son extrémité.
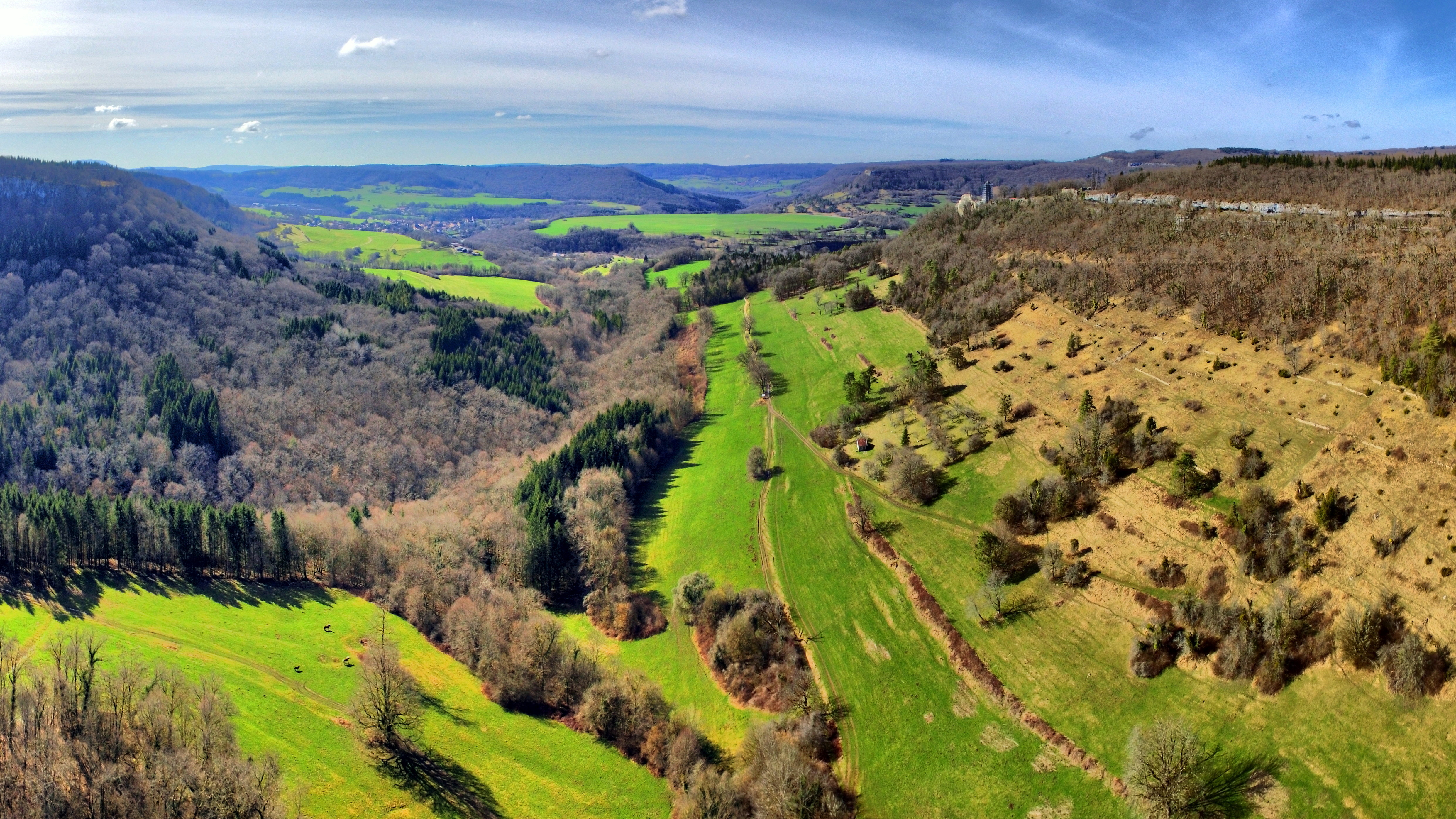
Débouché du ravin sur la vallée de la Loue.
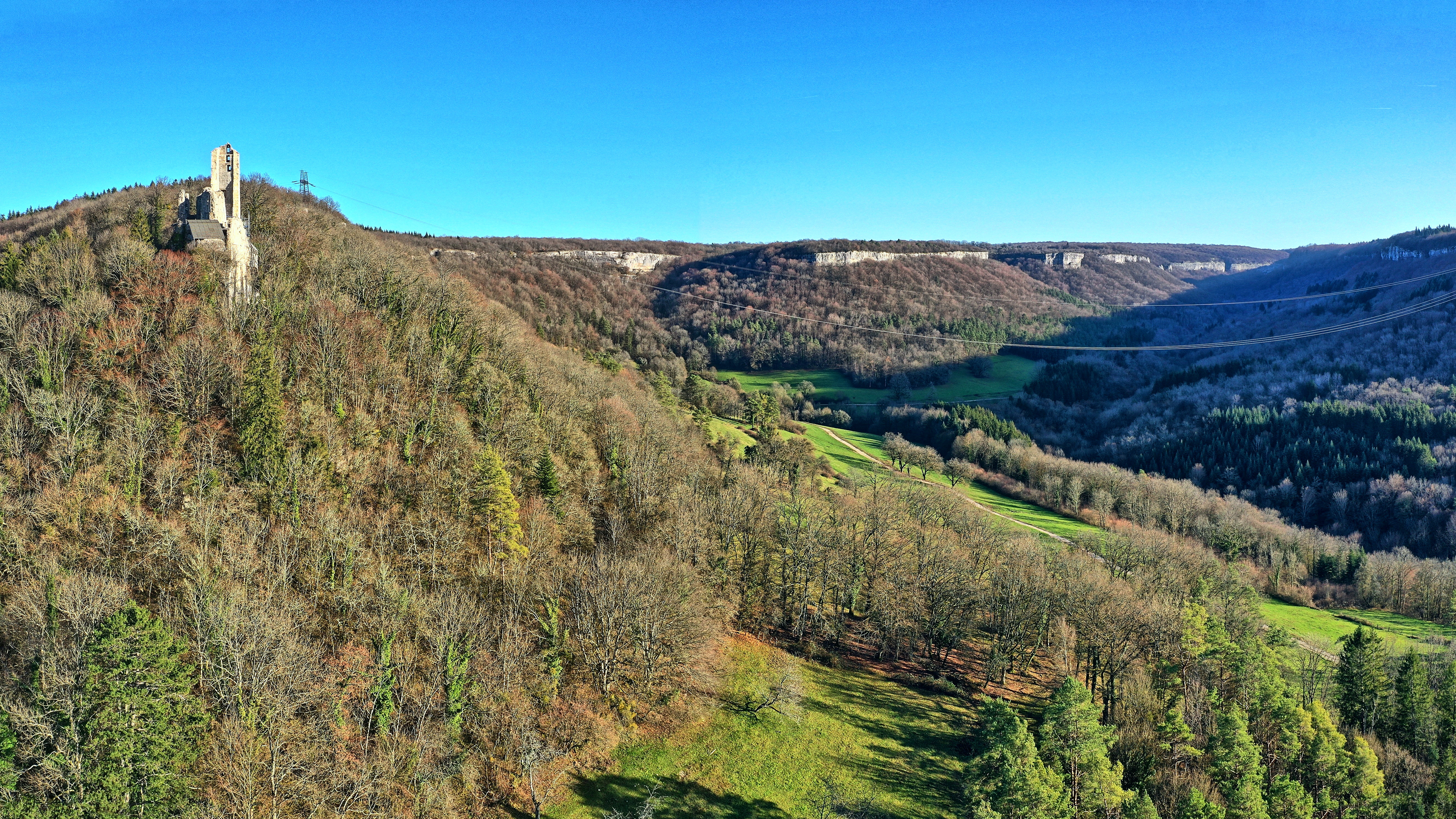
L'entrée du ravin depuis la vallée de la Loue.